# Оскар (77-ма церемонія вручення)
77-ма церемонія вручення премії «Оскар» за заслуги в області кінематографа за 2004 рік відбулася 27 лютого 2005 року у театрі «Кодак» (Голлівуд, Лос-Анджелес, Каліфорнія).
Кандидати на отримання «Оскара» були оголошені 25 січня 2005 року. Лідером за кількістю номінацій (11) став фільм «Авіатор» Мартіна Скорсезе. За 7 номінацій отримали фільми: «Крихітка на мільйон доларів» Клінта Іствуда та «Чарівна країна» Марка Форстера. Ведучим церемонії був актор-комік Кріс Рок.

## Фільми, що отримали кілька номінацій
| Фільм                                                                       | номінації | перемоги |
| --------------------------------------------------------------------------- | --------- | -------- |
| • Авіатор/The Aviator                                                       | 11        | 5        |
| • Крихітка на мільйон доларів/Million Dollar Baby                           | 7         | 4        |
| • Чарівна країна/Finding Neverland                                          | 7         | 1        |
| • Рей/Ray                                                                   | 6         | 2        |
| • На узбіччі/Sideways                                                       | 5         | 1        |
| • Суперсімейка (м/ф)/The Incredibles                                        | 4         | 2        |
| • Лемоні Снікет: 33 нещастя/Lemony Snicket's A Series of Unfortunate Events | 4         | 1        |
| • Людина-павук 2/Spider-Man 2                                               | 3         | 1        |
| • Віра Дрейк/Vera Drake                                                     | 3         | -        |
| • Готель «Руанда»/Hotel Rwanda                                              | 3         | -        |
| • Страсті Христові/The Passion of the Christ                                | 3         | -        |
| • Полярний експрес (м/ф)/The Polar Express                                  | 3         | -        |
| • Привид Опери/The Phantom of the Opera                                     | 3         | -        |
| • Вічне сяйво чистого розуму/Eternal Sunshine of the Spotless Mind          | 2         | 1        |
| • Щоденники мотоцикліста/Diarios de motocicleta                             | 2         | 1        |
| • Море всередині/Mar adentro                                                | 2         | 1        |
| • Близькість/Closer                                                         | 2         | -        |
| • Співучасник/Collateral                                                    | 2         | -        |
| • Шрек 2 (м/ф)/Shrek 2                                                      | 2         | -        |
| • Хористи/Les Choristes                                                     | 2         | -        |
| • Гаррі Поттер та в'язень Азкабану/Harry Potter and the Prisoner of Azkaban | 2         | -        |
| • Тривалі заручини/Un long dimanche de fiançailles                          | 2         | -        |

## Список лауреатів та номінантів
★ Переможцівиділені окремим кольором.

### Основні категорії
| Категорії                                  | Лауреати та номінанти                                                                    | Лауреати та номінанти                                                                    | Лауреати та номінанти                                                                    |
| ------------------------------------------ | ---------------------------------------------------------------------------------------- | ---------------------------------------------------------------------------------------- | ---------------------------------------------------------------------------------------- |
| Найкращий фільм                            | ★Крихітка на мільйон доларів (продюсери: Клінт Іствуд, Альберт С. Радді і Том Розенберг) | ★Крихітка на мільйон доларів (продюсери: Клінт Іствуд, Альберт С. Радді і Том Розенберг) | ★Крихітка на мільйон доларів (продюсери: Клінт Іствуд, Альберт С. Радді і Том Розенберг) |
| Найкращий фільм                            | • Авіатор (продюсери: Майкл Манн та Грем Кінг)                                           |                                                                                          |                                                                                          |
| Найкращий фільм                            | • Чарівна країна (продюсери: Річард Н. Гладштейн та Неллі Беллфлауер)                    |                                                                                          |                                                                                          |
| Найкращий фільм                            | • Рей (продюсери: Тейлор Гекфорд, Стюарт Бенжамін та Ховард Болдуін)                     |                                                                                          |                                                                                          |
| Найкращий фільм                            | • На узбіччі (продюсер: Майкл Лондон)                                                    |                                                                                          |                                                                                          |
| Найкращий режисер                          | Клінт Іствуд                                                                             | ★Клінт Іствудза фільм«Крихітка на мільйон доларів»                                       | ★Клінт Іствудза фільм«Крихітка на мільйон доларів»                                       |
| Найкращий режисер                          | Клінт Іствуд                                                                             | • Мартін Скорсезе — «Авіатор»                                                            |                                                                                          |
| Найкращий режисер                          | Клінт Іствуд                                                                             | • Тейлор Гекфорд — «Рей»                                                                 |                                                                                          |
| Найкращий режисер                          | Клінт Іствуд                                                                             | • Александер Пейн — «На узбіччі»                                                         |                                                                                          |
| Найкращий режисер                          | Клінт Іствуд                                                                             | • Майк Лі — «Віра Дрейк»                                                                 |                                                                                          |
| Найкраща чоловіча роль                     | Джеймі Фокс                                                                              | ★Джеймі Фокс — «Рей» (за роль Рея Чарльза)                                               | ★Джеймі Фокс — «Рей» (за роль Рея Чарльза)                                               |
| Найкраща чоловіча роль                     | Джеймі Фокс                                                                              | • Дон Чідл — «Готель «Руанда»» (за роль Пола Русесабаджіни)                              |                                                                                          |
| Найкраща чоловіча роль                     | Джеймі Фокс                                                                              | • Джонні Депп — «Чарівна країна» (за роль сера Джеймса Метью Баррі)                      |                                                                                          |
| Найкраща чоловіча роль                     | Джеймі Фокс                                                                              | • Леонардо ДіКапріо — «Авіатор» (за роль Говард Г'юз)                                    |                                                                                          |
| Найкраща чоловіча роль                     | Джеймі Фокс                                                                              | • Клінт Іствуд — «Крихітка на мільйон доларів» (за роль Френкі Данна)                    |                                                                                          |
| Найкраща жіноча роль                       | Хіларі Суонк                                                                             | ★Гіларі Свонк — «Крихітка на мільйон доларів» (за роль Меггі Фіцджеральд)                | ★Гіларі Свонк — «Крихітка на мільйон доларів» (за роль Меггі Фіцджеральд)                |
| Найкраща жіноча роль                       | Хіларі Суонк                                                                             | • Аннетт Бенінг — «Театр» (за роль Джулії Ламберт)                                       |                                                                                          |
| Найкраща жіноча роль                       | Хіларі Суонк                                                                             | • Каталіна Сандіно Морено — «Марія, благодаті повна» (за роль Марії Альварес)            |                                                                                          |
| Найкраща жіноча роль                       | Хіларі Суонк                                                                             | • Імелда Стонтон — «Віра Дрейк» (за роль Віри Дрейк)                                     |                                                                                          |
| Найкраща жіноча роль                       | Хіларі Суонк                                                                             | • Кейт Вінслет — «Вічне сяйво чистого розуму» (за роль Клементини Кручинський)           |                                                                                          |
| Найкраща чоловіча роль другого плану       | Морган Фрімен                                                                            | ★Морган Фрімен — «Крихітка на мільйон доларів» (за роль Едді Дюпрі)                      | ★Морган Фрімен — «Крихітка на мільйон доларів» (за роль Едді Дюпрі)                      |
| Найкраща чоловіча роль другого плану       | Морган Фрімен                                                                            | • Алан Алда — «Авіатор» (за роль сенатора Ральфа Оуена Брюстера)                         |                                                                                          |
| Найкраща чоловіча роль другого плану       | Морган Фрімен                                                                            | • Томас Хейден Черч — «На узбіччі» (за роль Джека)                                       |                                                                                          |
| Найкраща чоловіча роль другого плану       | Морган Фрімен                                                                            | • Джеймі Фокс — «Співучасник» (за роль Макса Дюроше)                                     |                                                                                          |
| Найкраща чоловіча роль другого плану       | Морган Фрімен                                                                            | • Клайв Овен — «Близькість» (за роль Ларрі Грея)                                         |                                                                                          |
| Найкраща жіноча роль другого плану         | Кейт Бланшетт                                                                            | ★Кейт Бланшетт — «Авіатор» )за роль Кетрін Гепберн)                                      | ★Кейт Бланшетт — «Авіатор» )за роль Кетрін Гепберн)                                      |
| Найкраща жіноча роль другого плану         | Кейт Бланшетт                                                                            | • Лора Лінні — «Кінсі» (за роль Клари Макміллен)                                         |                                                                                          |
| Найкраща жіноча роль другого плану         | Кейт Бланшетт                                                                            | • Вірджинія Медсен — «На узбіччі» (за роль Маї Рендалл)                                  |                                                                                          |
| Найкраща жіноча роль другого плану         | Кейт Бланшетт                                                                            | • Софі Оконедо — «Готель «Руанда»» (за роль Тетяни Русесабаджіни)                        |                                                                                          |
| Найкраща жіноча роль другого плану         | Кейт Бланшетт                                                                            | • Наталі Портман — «Близькість» (за роль Еліс Айрес/Джейн Джонс)                         |                                                                                          |
| Найкращий оригінальний сценарій            | Чарлі Кауфман                                                                            | ★Чарлі Кауфман, Мішель Гондрі і П'єр Бісмут — «Вічне сяйво чистого розуму»               | Мішель Гондрі                                                                            |
| Найкращий оригінальний сценарій            | Чарлі Кауфман                                                                            | • Джон Логан — «Авіатор»                                                                 | Мішель Гондрі                                                                            |
| Найкращий оригінальний сценарій            | Чарлі Кауфман                                                                            | • Кейр Пірсон та Террі Джордж — «Готель «Руанда»»                                        | Мішель Гондрі                                                                            |
| Найкращий оригінальний сценарій            | Чарлі Кауфман                                                                            | • Бред Берд — «Суперсімейка»                                                             | Мішель Гондрі                                                                            |
| Найкращий оригінальний сценарій            | Чарлі Кауфман                                                                            | • Майк Лі — «Віра Дрейк»                                                                 | Мішель Гондрі                                                                            |
| найкращий адаптований сценарій             | Александер Пейн                                                                          | ★Александер Пейн і Джим Тейлор — «На узбіччі» (за однойменним романом Рекса Пикетта)     | ★Александер Пейн і Джим Тейлор — «На узбіччі» (за однойменним романом Рекса Пикетта)     |
| найкращий адаптований сценарій             | Александер Пейн                                                                          | • Річард Лінклейтер, Жулі Дельпі, Ітан Гоук і Кім Крізан — «Перед заходом»               |                                                                                          |
| найкращий адаптований сценарій             | Александер Пейн                                                                          | • Девід Мегі — «Чарівна країна»                                                          |                                                                                          |
| найкращий адаптований сценарій             | Александер Пейн                                                                          | • Пол Хаггіс — «Крихітка на мільйон доларів»                                             |                                                                                          |
| найкращий адаптований сценарій             | Александер Пейн                                                                          | • Хосе Рівера — «Щоденники мотоцикліста»                                                 |                                                                                          |
| Найкращий анімаційний повнометражний фільм | ★Суперсімейка/The Incredibles (Бред Берд)                                                | ★Суперсімейка/The Incredibles (Бред Берд)                                                | ★Суперсімейка/The Incredibles (Бред Берд)                                                |
| Найкращий анімаційний повнометражний фільм | • Підводна братва/Shark Tale (Білл Дамашке)                                              |                                                                                          |                                                                                          |
| Найкращий анімаційний повнометражний фільм | • Шрек 2/Shrek 2 (Ендрю Адамсон)                                                         |                                                                                          |                                                                                          |
| Найкращий фільм іноземною мовою            | ★Море всередині/Mar adentro (Іспанія) реж. Алехандро Аменабар                            | ★Море всередині/Mar adentro (Іспанія) реж. Алехандро Аменабар                            | ★Море всередині/Mar adentro (Іспанія) реж. Алехандро Аменабар                            |
| Найкращий фільм іноземною мовою            | • Як на небесах (Швеція) реж. Кей Поллак                                                 |                                                                                          |                                                                                          |
| Найкращий фільм іноземною мовою            | • Хористи/Les Choristes (Франція) реж. Крістоф Барратьє                                  |                                                                                          |                                                                                          |
| Найкращий фільм іноземною мовою            | • Бункер/Der Untergang (Німеччина) реж. Олівер Гіршбіґель                                |                                                                                          |                                                                                          |
| Найкращий фільм іноземною мовою            | • Вчора (ПАР) реж. Даррелл Рудт                                                          |                                                                                          |                                                                                          |

### Інші категорії
| Категорії                                                       | Лауреати та номінанти | Лауреати та номінанти                                                                                     | Лауреати та номінанти |
| --------------------------------------------------------------- | --- | --- | --------------------- |
| Найкраща музика Оригінальний саундтрек                          | Ян А. П. Качмарек | ★Ян А. П. Качмарек — «Чарівна країна»                                                                     |                       |
| Найкраща музика Оригінальний саундтрек                          | Ян А. П. Качмарек | • Джон Вільямс — «Гаррі Поттер та в'язень Азкабану» (саундтрек)                                           |                       |
| Найкраща музика Оригінальний саундтрек                          | Ян А. П. Качмарек | • Томас Ньюман — «Лемоні Снікет: 33 нещастя»                                                              |                       |
| Найкраща музика Оригінальний саундтрек                          | Ян А. П. Качмарек | • Джон Дебні — «Страсті Христові»                                                                         |                       |
| Найкраща музика Оригінальний саундтрек                          | Ян А. П. Качмарек | • Джеймс Ньютон Говард — «Таємничий ліс»                                                                  |                       |
| Найкраща пісня до фільму                                        | ★Al otro lado del río — «Щоденники мотоцикліста» — музика та слова: Хорхе Дрекслер | ★Al otro lado del río — «Щоденники мотоцикліста» — музика та слова: Хорхе Дрекслер                        |                       |
| Найкраща пісня до фільму                                        | • Accidentally In Love — «Шрек 2» — музика:Адам Дюрітц, Чарльз Джіллінхем, Джим Боджіос, Девід Іммерглюк, Меттью Меллі, Девід Брайсон, слова:Адам Дюрітц та Деніел Викри (група Counting Crows) | |                       |
| Найкраща пісня до фільму                                        | • Believe — «Полярний експрес» — музика та слова: Глен Баллард та Алан Сільвестрі | |                       |
| Найкраща пісня до фільму                                        | • Learn to Be Lonely — «Привид Опери» — музика: Ендрю Ллойд Веббер, слова: Чарльз Гарт | |                       |
| Найкраща пісня до фільму                                        | • Look To Your Path (Vois Sur Ton Chemin) — «Хористи» — музика: Бруно Куле, слова: Крістоф Барратьє                                                                                             | |                       |
| Найкращий монтаж                                                | ★Тельма Шунмейкер — «Авіатор» | ★Тельма Шунмейкер — «Авіатор»                                                                             |                       |
| Найкращий монтаж                                                | • Джим Міллер і Пол рубелла — «Співучасник» | |                       |
| Найкращий монтаж                                                | • Метт Шессе — «Чарівна країна» | |                       |
| Найкращий монтаж                                                | • Джоель Кокс — «Крихітка на мільйон доларів» | |                       |
| Найкращий монтаж                                                | • Пол Гірш — «Рей» | |                       |
| Найкраща операторська робота                                    | ★Роберт Річардсон — «Авіатор» | ★Роберт Річардсон — «Авіатор»                                                                             |                       |
| Найкраща операторська робота                                    | • Чжао Сяодін — «Будинок літаючих кинджалів» | |                       |
| Найкраща операторська робота                                    | • Калеб Дешанель — «Страсті Христові» | |                       |
| Найкраща операторська робота                                    | • Джон Метісон — «Привид Опери» | |                       |
| Найкраща операторська робота                                    | • Бруно Дельбоннель — «Тривалі заручини» | |                       |
| Найкраща робота художника-постановника, художника по декораціях | ★Данте Ферретті (постановник) , Франческа Ло Ск'яво (декоратор) — «Авіатор» | ★Данте Ферретті (постановник) , Франческа Ло Ск'яво (декоратор) — «Авіатор»                               |                       |
| Найкраща робота художника-постановника, художника по декораціях | • Джемма Джексон (постановник) , Тріша Едвардс (декоратор) — «Чарівна країна» | |                       |
| Найкраща робота художника-постановника, художника по декораціях | • Рик Гайнрігс (постановник) , Шеріл Карасик (декоратор) — «Лемоні Снікет: 33 нещастя» | |                       |
| Найкраща робота художника-постановника, художника по декораціях | • Ентоні Претт (постановник) , Селія Бобак (декоратор) — «Привид Опери» | |                       |
| Найкраща робота художника-постановника, художника по декораціях | • Алін Бонетто (постановник) — «Тривалі заручини» | |                       |
| найкращий дизайн костюмів                                       | Сенді Пауелл | ★Сенді Павелл — «Авіатор»                                                                                 |                       |
| найкращий дизайн костюмів                                       | Сенді Пауелл | • Олександра Бірн — «Чарівна країна»                                                                      |                       |
| найкращий дизайн костюмів                                       | Сенді Пауелл | • Коллін Етвуд — «Лемоні Снікет: 33 нещастя»                                                              |                       |
| найкращий дизайн костюмів                                       | Сенді Пауелл | • Шерен Девіс — «Рей»                                                                                     |                       |
| найкращий дизайн костюмів                                       | Сенді Пауелл | • Боб Рингвуд — «Троя»                                                                                    |                       |
| найкращий звук                                                  | ★Скотт Міллан, Грег Орлофф, Боб Бімер, Стів Кантамесса — «Рей» | ★Скотт Міллан, Грег Орлофф, Боб Бімер, Стів Кантамесса — «Рей»                                            |                       |
| найкращий звук                                                  | • Том Флейшман, Petur Hliddal — «Авіатор» | |                       |
| найкращий звук                                                  | • Ренді Том, Gary Rizzo, Док Кейн — «Суперсімейка» | |                       |
| найкращий звук                                                  | • Вільям Б. Каплан, Ренді Том, Том Джонсон, Денніс С. Сандс — «Полярний експрес» | |                       |
| найкращий звук                                                  | • Кевін О'Коннелл, Грег П. Расселл, Jeffrey J. Haboush, Джозеф Гейсінгер — «Людина-павук 2» | |                       |
| Найкращий звуковий монтаж                                       | ★Майкл Сильверс, Ренді Том — «Суперсімейка» | ★Майкл Сильверс, Ренді Том — «Суперсімейка»                                                               |                       |
| Найкращий звуковий монтаж                                       | • Ренді Том, Денніс Леонард — «Полярний експрес» | |                       |
| Найкращий звуковий монтаж                                       | • Пол Н. Дж. Оттоссон — «Людина-павук 2» | |                       |
| Найкращі візуальні ефекти                                       | ★Джон Дайкстра, Скотт Стокдік, Ентоні Ламолінара, Джон Фрейзер — «Людина-павук 2» | ★Джон Дайкстра, Скотт Стокдік, Ентоні Ламолінара, Джон Фрейзер — «Людина-павук 2»                         |                       |
| Найкращі візуальні ефекти                                       | • Роджер Гайетті, Тім Берк, Джон Річардсон, Білл Джордж — «Гаррі Поттер та в'язень Азкабану» | |                       |
| Найкращі візуальні ефекти                                       | • Джон Нельсон, Ендрю Р. Джонс, Ерік Неш, Джо Леттері — «Я, робот» | |                       |
| найкращий грим                                                  | ★Валлі О'рейллі, Білл Корсо — «Лемоні Снікет: 33 нещастя» | ★Валлі О'рейллі, Білл Корсо — «Лемоні Снікет: 33 нещастя»                                                 |                       |
| найкращий грим                                                  | • Кіт Вандерлаан, Крістіен Тінслі — «Страсті Христові» | |                       |
| найкращий грим                                                  | • Джо Аллен, Маноло Гарсія — «Море всередині» | |                       |
| Найкращий документальний повнометражний фільм                   | ★Народжені в борделях/Born into Brothels (Росс Кауффман і Зана Бріскі) | ★Народжені в борделях/Born into Brothels (Росс Кауффман і Зана Бріскі)                                    |                       |
| Найкращий документальний повнометражний фільм                   | • Сльози верблюдиці/Die Geschichte vom weinenden Kamel (Луїджі Фалорні та Даваагійн Бямбасурен)                                                                                                 | |                       |
| Найкращий документальний повнометражний фільм                   | • Подвійна порція/Super Size Me (Морган Сперлок) | |                       |
| Найкращий документальний повнометражний фільм                   | • Тупак: Воскресіння/Tupac: Resurrection (Лоурен Лейзін та Керолін Алі) | |                       |
| Найкращий документальний повнометражний фільм                   | • Поворот долі/Twist of Faith (Кірбі Дік і Едді Шмідт) | |                       |
| найкращий документальний короткометражний фільм                 | ★Часи великих: Дитячий марш протесту/Mighty Times: The Children's March (Роберт Гадсон та Роберт Г'юстон)                                                                                       | ★Часи великих: Дитячий марш протесту/Mighty Times: The Children's March (Роберт Гадсон та Роберт Г'юстон) |                       |
| найкращий документальний короткометражний фільм                 | • Аутизм — це світ/Autism Is a World (Жеральдін Вюрцбург) | |                       |
| найкращий документальний короткометражний фільм                 | • Діти Ленінградського/Dzieci z Leningradzkiego (Ханна Полак та Анджей Целіньскі) | |                       |
| найкращий документальний короткометражний фільм                 | • Гардвуд/Hardwood (Х'юберт Девіс і Ерін Фейт Янг) | |                       |
| найкращий документальний короткометражний фільм                 | • Пристрасть сестри Рози/Sister Rose's Passion (Орен Джейкоби і Стів Калафер) | |                       |
| найкращий ігровий короткометражний фільм                        | ★Оса/Wasp (Андреа Арнольд) | ★Оса/Wasp (Андреа Арнольд)                                                                                |                       |
| найкращий ігровий короткометражний фільм                        | • У цій країні можливо все/Everything in This Country Must (Гері МакКендрі) | |                       |
| найкращий ігровий короткометражний фільм                        | • Маленький терорист/Little Terrorist (Ashvin Kumar) | |                       |
| найкращий ігровий короткометражний фільм                        | • 7:35 ранку/7:35 de la mañana (Начо Вігалондо) | |                       |
| найкращий ігровий короткометражний фільм                        | • Дві машини, одна ніч/Two Cars, One Night (Тайка Вайтіті та Ейнслі Гардінер) | |                       |
| Найкращий анімаційний короткометражний фільм                    | ★Райан/Ryan (Кріс Ландрет) | ★Райан/Ryan (Кріс Ландрет)                                                                                |                       |
| Найкращий анімаційний короткометражний фільм                    | • іменинник/Birthday Boy (Sejong Park і Ендрю Грегорі) | |                       |
| Найкращий анімаційний короткометражний фільм                    | • Суслик обламався/Gopher Broke (Джефф Фоулер і Тім Міллер) | |                       |
| Найкращий анімаційний короткометражний фільм                    | • Собака — охоронець/Guard Dog (Білл Плімптон) | |                       |
| Найкращий анімаційний короткометражний фільм                    | • Лоренцо/Lorenzo (Майк Гебріел та Бейкер Блудворт) | |                       |

### Спеціальні нагороди
| Нагорода                                                     | Лауреати |
| ------------------------------------------------------------ | --- |
| премія за видатні заслуги в кінематографі (Почесний «Оскар») | ★Сідні Люмет — На знак визнання його внеску у кіномистецтво, зазначеного плідною співпрацею зі сценаристами та виконавцями. (In recognition of his brilliant services to screenwriters, performers and the art of the motion picture.)                 |
| Нагорода імені Джина Гершолта                                | ★Роджер Мейер |
| Award of Commendation                                        | ★Артур Відмер — For his lifetime achievement in the science and technology of image compositing for motion pictures as exemplified by his significant contributions to the development of the Ultra Violet and the 'bluescreen' compositing processes. |